# شهرستان وین (ایلینوی)
شهرستان وین، (به انگلیسی: Wayne County) شهرستانی در ایالت ایلی‌نوی ایالات متحده آمریکا و بر طبق سرشماری ۲۰۱۰ این شهرستان ۱۶٫۷۶۰ نفر جمعیت داشته‌است.
طبق سرشماری ۲۰۱۰، مساحت این شهرستان ۱۸۵۳٫۱ کیلومتر مربع وسعت داشته که از این مقدار ۰٫۲۳ درصد آب و ۹۹٫۷۷ درصد خشکی می‌باشد.
این شهرستان در ۱۸۱۹ از شهرستان ادواردز جدا شده‌است. این شهرستان نام خود را از ژنرال جنگ‌های انقلاب آمریکا آنتونی وینه معروف به آنتونی دیوانه گرفته شده‌است.

## همسایگان و راه‌ها
همسایگان این شهرستان عبارتند از:
- شمال: شهرستان کلی
- شمال‌شرق: شهرستان ریچ‌لند
- شرق: شهرستان ادواردز
- جنوب‌شرق: شهرستان وایت
- جنوب: شهرستان همیلتون
- جنوب‌غرب: شهرستان جفرسون
- غرب:
- شمال‌غرب: شهرستان ماریون
راه‌های اصلی این شهرستان:

1. بزرگراه میان‌ایالتی ۶۴
2. بزرگراه ۴۵ ایالات متحده
3. جاده ۲ ایلی‌نوی
4. جاده ۷ ایلی‌نوی
5. جاده ۱۵ ایلی‌نوی
6. جاده ۱۴۲ ایلی‌نوی
7. جاده ۱۶۱ ایلی‌نوی
8. جاده ۲۴۲ ایلی‌نوی

## نگارخانه

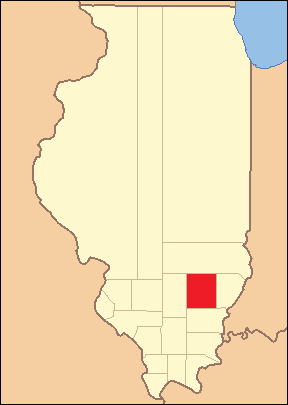
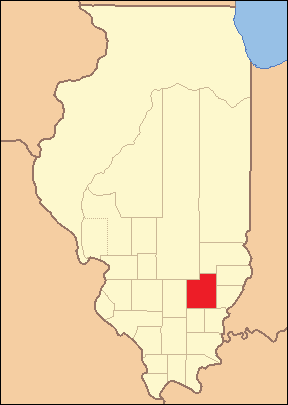
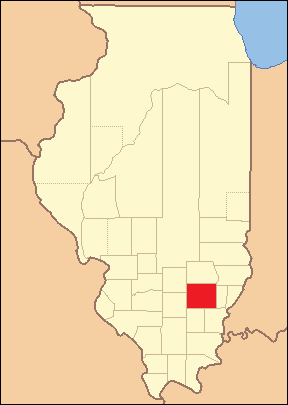

## شهرها
- جانسونویلا، ایلی‌نوی
- جفرسونویلا، ایلی‌نوی
- سیزن، ایلی‌نوی
- سیمس، ایلی‌نوی
- فایرفیلد، ایلی‌نوی، مرکز شهرستان
- کینس، ایلی‌نوی
- گلدن گیت، ایلی‌نوی
- مونت ایری، ایلی‌نوی
- میل شوالز، ایلی‌نوی
- وینه سیتی، ایلی‌نوی